# 拂塵

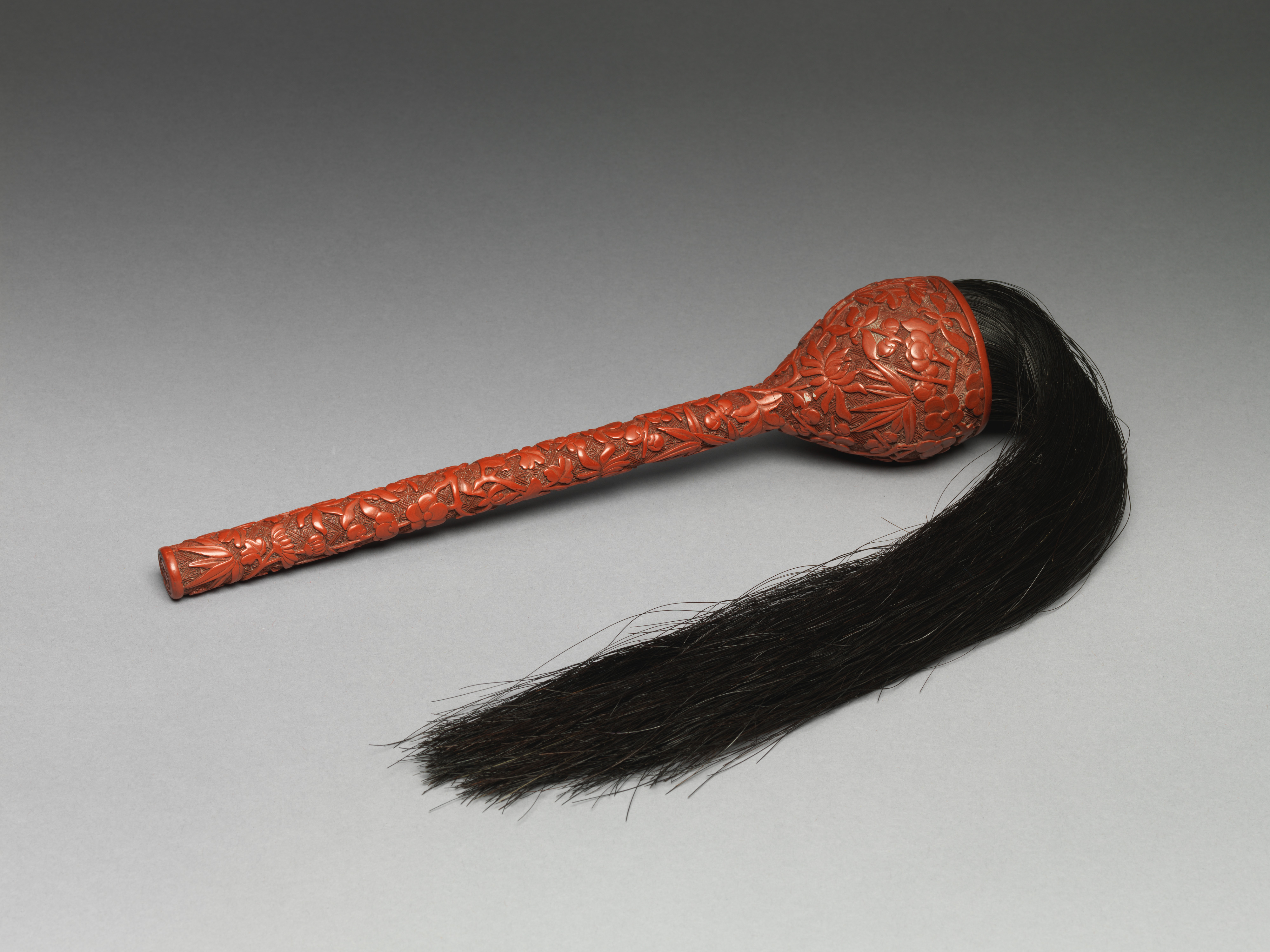
明代中期剔紅四季花卉紋拂塵

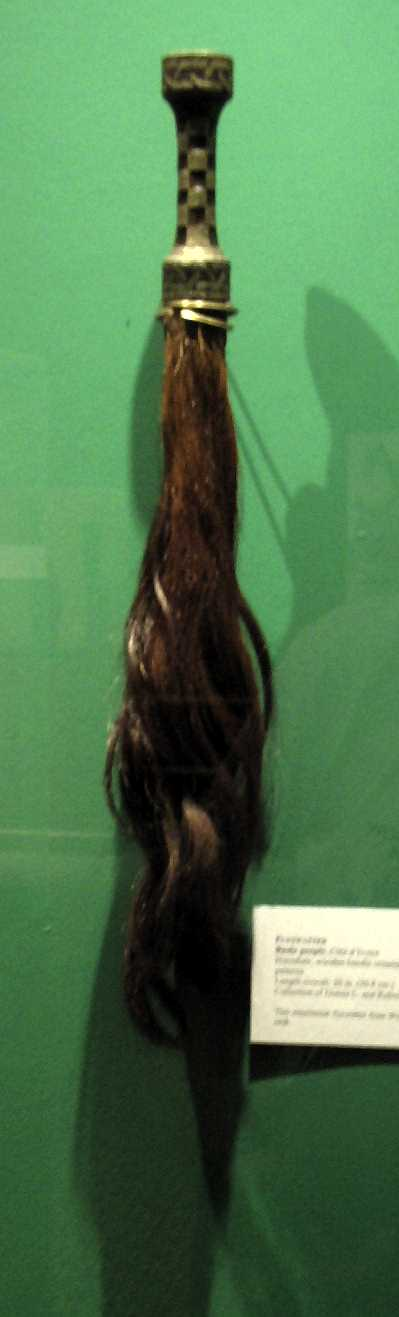
非洲科特迪瓦的馬尾拂，裝飾木製手柄

拂（又稱拂塵、拂子、麈尾、蠅拂等）是一種手柄前端附有獸尾毛（馬、麈、氂牛、狐狸、大象等）、羊毛線、絲繩、布縷、棉、麻、棕櫚、尼龍等製作，外型類似撣子的器具。在一般日常生活中，是用作為家具除塵及驅趕蚊蠅的用途。
拂在東亞、東南亞、南亞、中亞、中東、非洲、大洋洲等文化裡面，也是普遍常見的工具、各種不同宗教信仰使用的法器，以及代表王權地位的禮器。例如在漢字文化圈是道教和漢傳佛教禪宗的莊嚴具，也是文人雅士清談的持器、宦官服侍帝王的執器、帝王出行的御器、小說中道門中人的武器。在藏傳佛教中也有使用。

## 辭義
拂塵

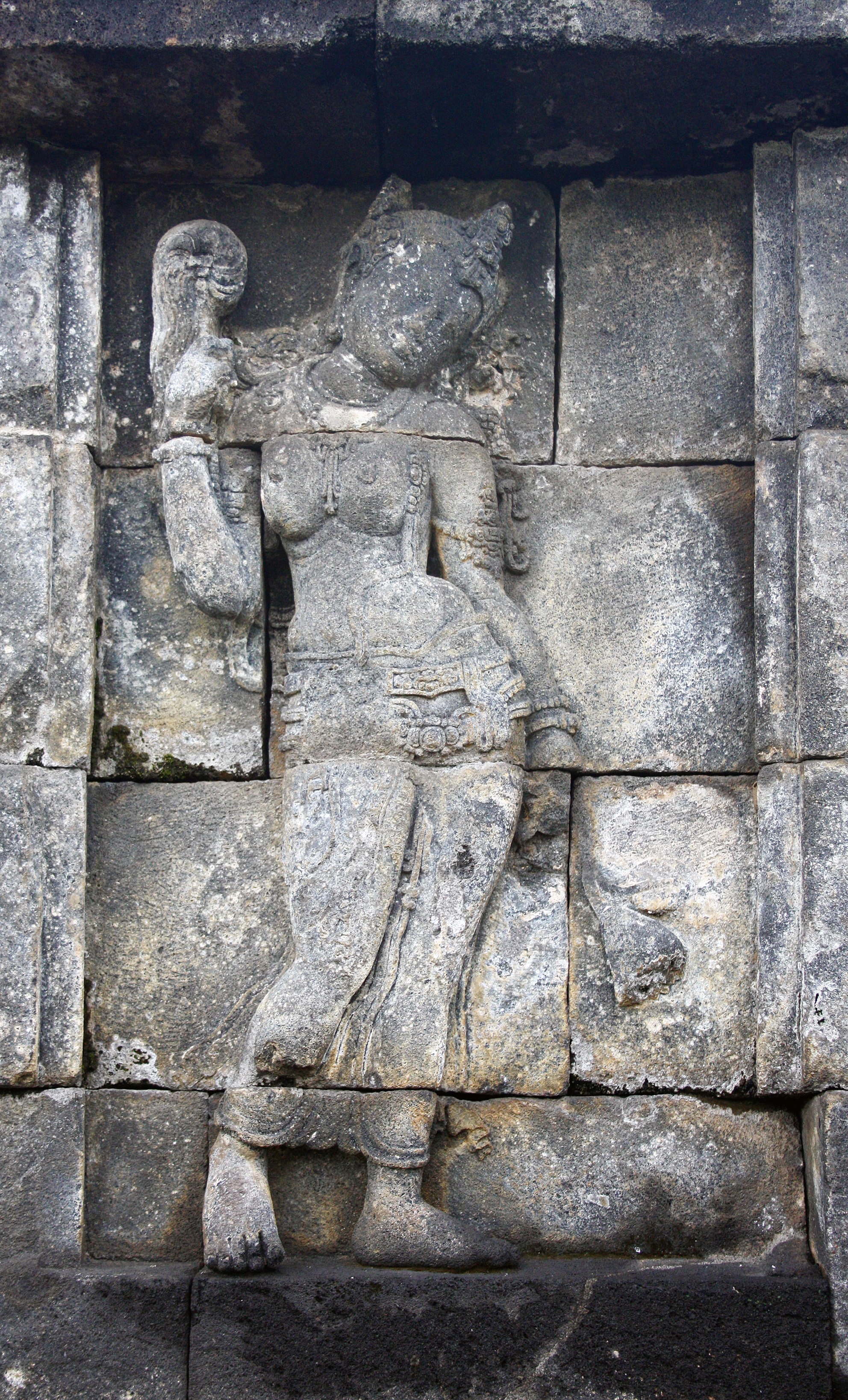
8世紀婆羅浮屠的浮雕，一位持著拂的女性

拂塵是一種拂拭塵埃的器具，中華經史典籍中稱為「拂」或「拂子」。 根據現代《辭源》所載：「拂塵，拂子也，所以去塵及蚊蟲者。古用麈尾為之，今多用馬尾。」此物在中國民間中又有佛塵、甩子、馬尾甩子、蠅甩子、塵拂、雲展、麈柄、神仙撣子、塵尾等各種俗稱。
《說文解字》：「拂，過擊也。从手弗聲。」《廣韻》：「拂，去也，拭也，除也，擊也。」《禮·曲禮》：「進几杖者，拂之。」《疏》：「拂，去塵埃也。」《正韻》：「拂，矯也，逆也。又拂塵具。」「拂塵」一詞原來是指用手、衣袖或器具拂拭塵埃的動作， 也引伸為設宴款待、洗塵、接風的意思， 中國宗教借喻指掃除世俗塵緣，專心致志修道。 「拂塵」一詞是直至後來（明清小說以後）才用來指器具。
拂子

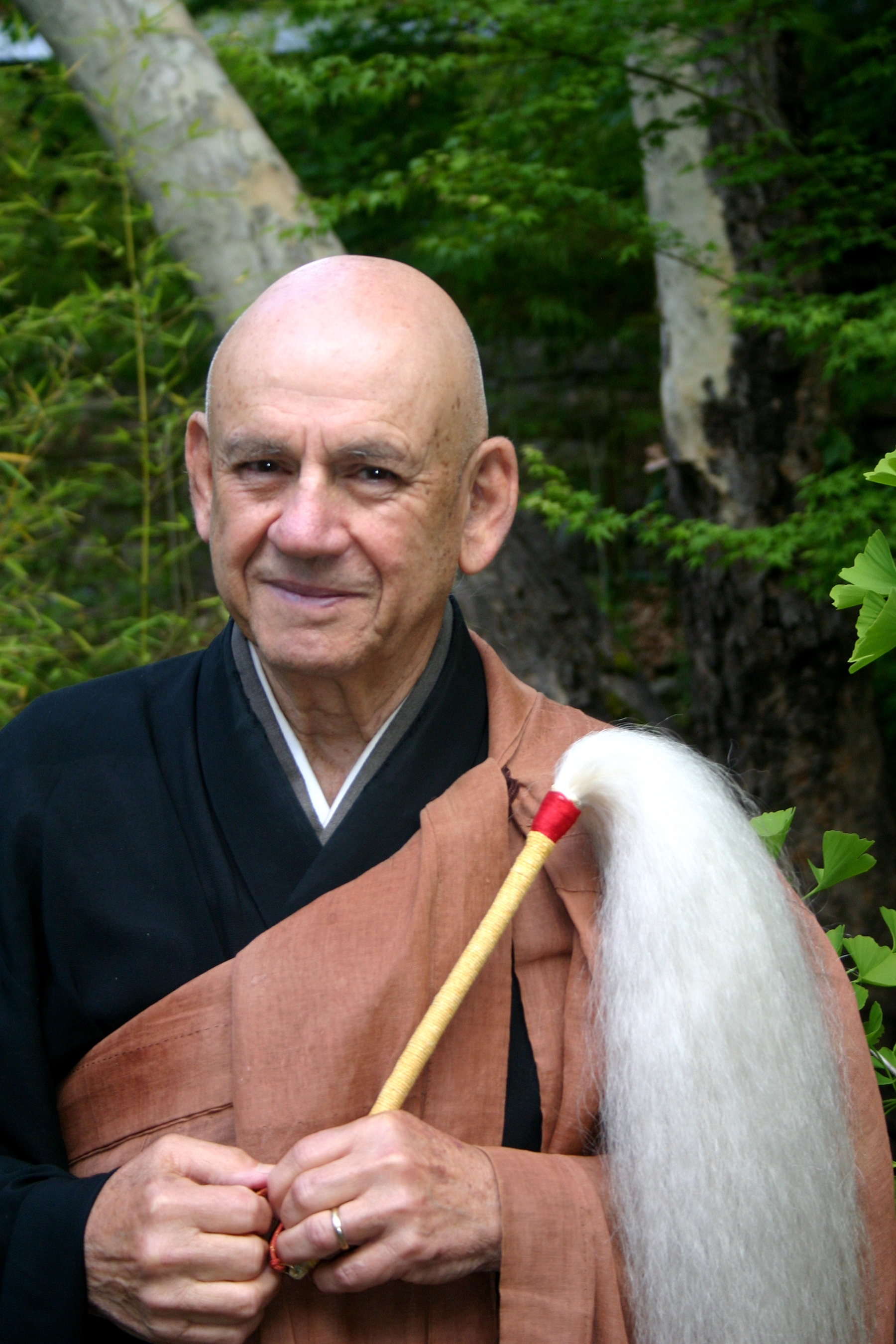
禪僧梅爾·韋特曼（法號宗純）的手上持著拂子

拂在佛門稱為「拂子」，是禪宗公案中常用的道具。 此物器隨著佛教從印度傳入中國，往往與功能近似的麈尾混為一談。
根據佛經所載，佛陀在廣嚴城獼猴池側開堂說法，座下諸比丘因被蚊蟲所擾，而不停地抓搔。有凡夫俗人目睹於此而大感疑惑，問聖者為何不持拂驅走，得知世尊未曾允許。以此問於佛陀，是為佛教門眾使用拂子的緣起。
麈尾

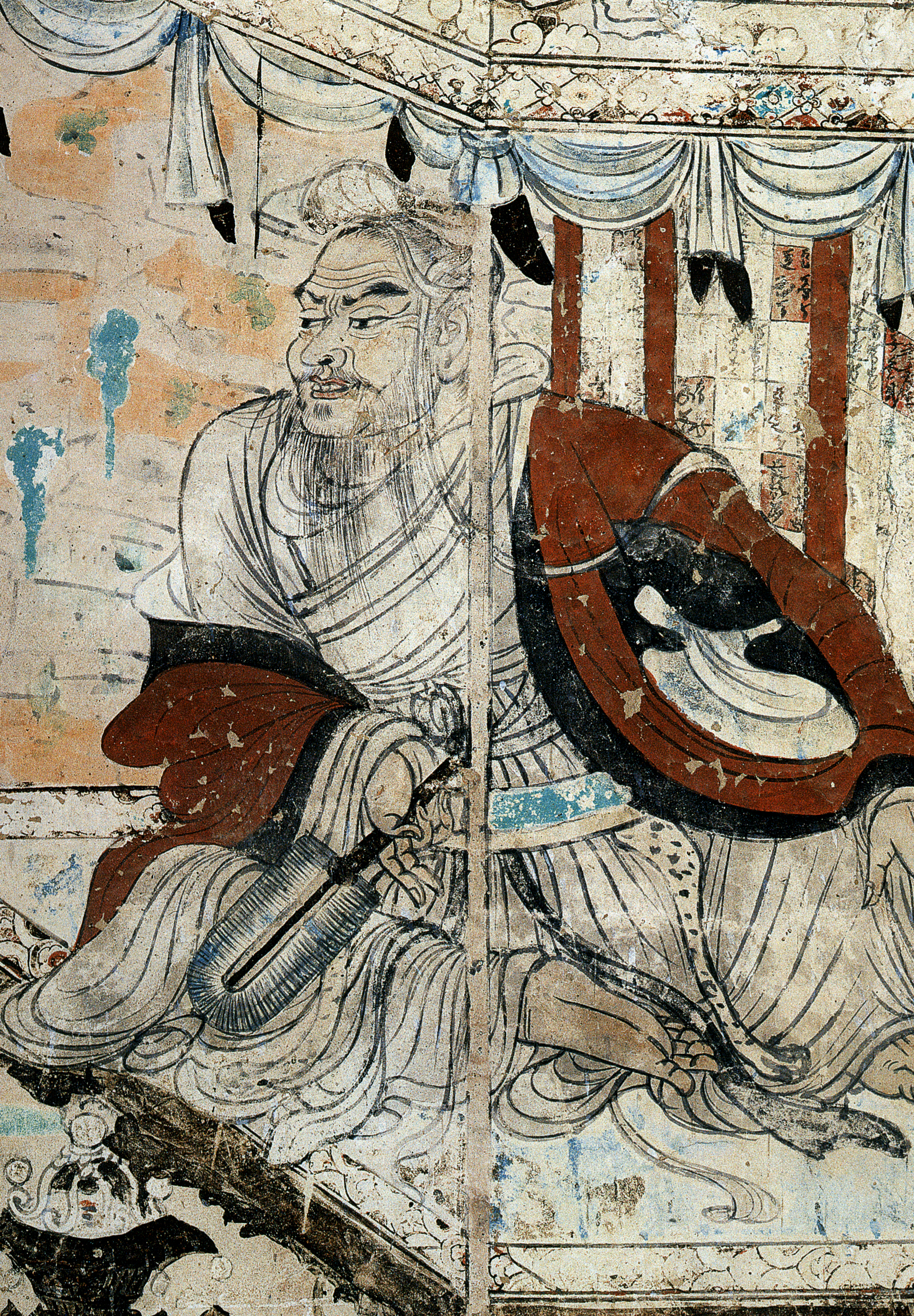
莫高窟《維摩詰經變》壁畫，畫中維摩詰坐於胡床，穿著中土清談之士的高帽和袍服装束，手中持著形似羽扇的器物，即是麈尾

《說文解字》：「麈，麋屬。从鹿主聲。」《埤雅》：「麈似鹿而大，其尾辟塵。」《名苑》：「鹿大者曰麈，羣鹿隨之，視麈尾所轉而往，古之談者揮焉。」《通鑑》：「麈，麇屬。尾能生風，闢蠅蚋。」
拂被稱之為麈尾，實則上是一種誤解。麈尾，其真實物件已經不在民間流傳，日本奈良正倉院藏有一柄六朝時代的麈尾，是少數保存至今的麈尾原物。 據中國文獻所載，麈尾是魏晉清談家用以拂穢清暑，顯示身份的雅器。直到唐代，仍在士大夫間流行。宋代以後逐漸失傳。 現代《漢語大詞典》的解釋是「古人閒談時執以驅蟲、撣塵的一種工具。」這個解釋往往令人望文生義，以為「麈尾」與「蠅拂」是完全相同的器物。
文獻對此物的形態作「員（圓）上天形，平下地勢」「拂穢清暑」「毫際起風流」的描述，據此而知是一種似拂非拂、似扇非扇，介於拂與扇之間的器具。 文獻中並沒有詳載麈尾起源於何時，推測遲至漢代已經為東漢貴族子弟，尤其是講授經典的儒生所常用。 麈尾的形狀極其華麗，製作考究者甚至採純白如雪的白麈尾，以白玉、玳瑁、犀角等珍寶為柄而製。
《揮麈錄》《辭麈》《谷山筆麈》《談麈》等著作，皆是古代文人雅士清談麈言所作的筆記。
蠅拂
蠅拂是一種驅蠅的器具。《南史·陳顯達傳》：「麈尾蠅拂是王、謝家物，汝不須捉此自逐。」《聊齋志異·畫皮》：「乃以蠅拂授生，令挂寢門。」

## 用途

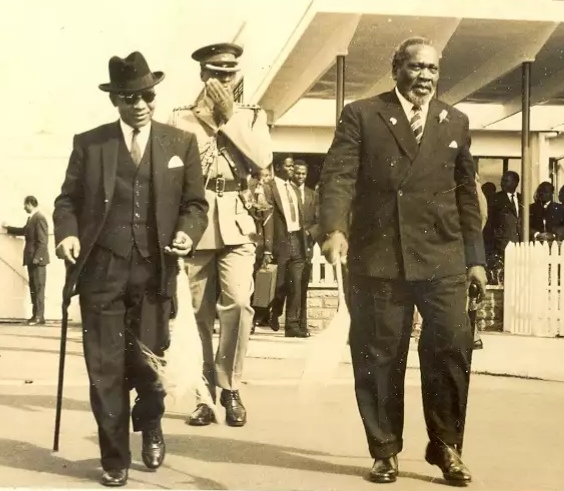
海斯廷斯·卡穆祖·班達和喬莫·肯雅塔是兩位隨身帶著拂的非洲政治人物，以之做為一種個人的身份象徵

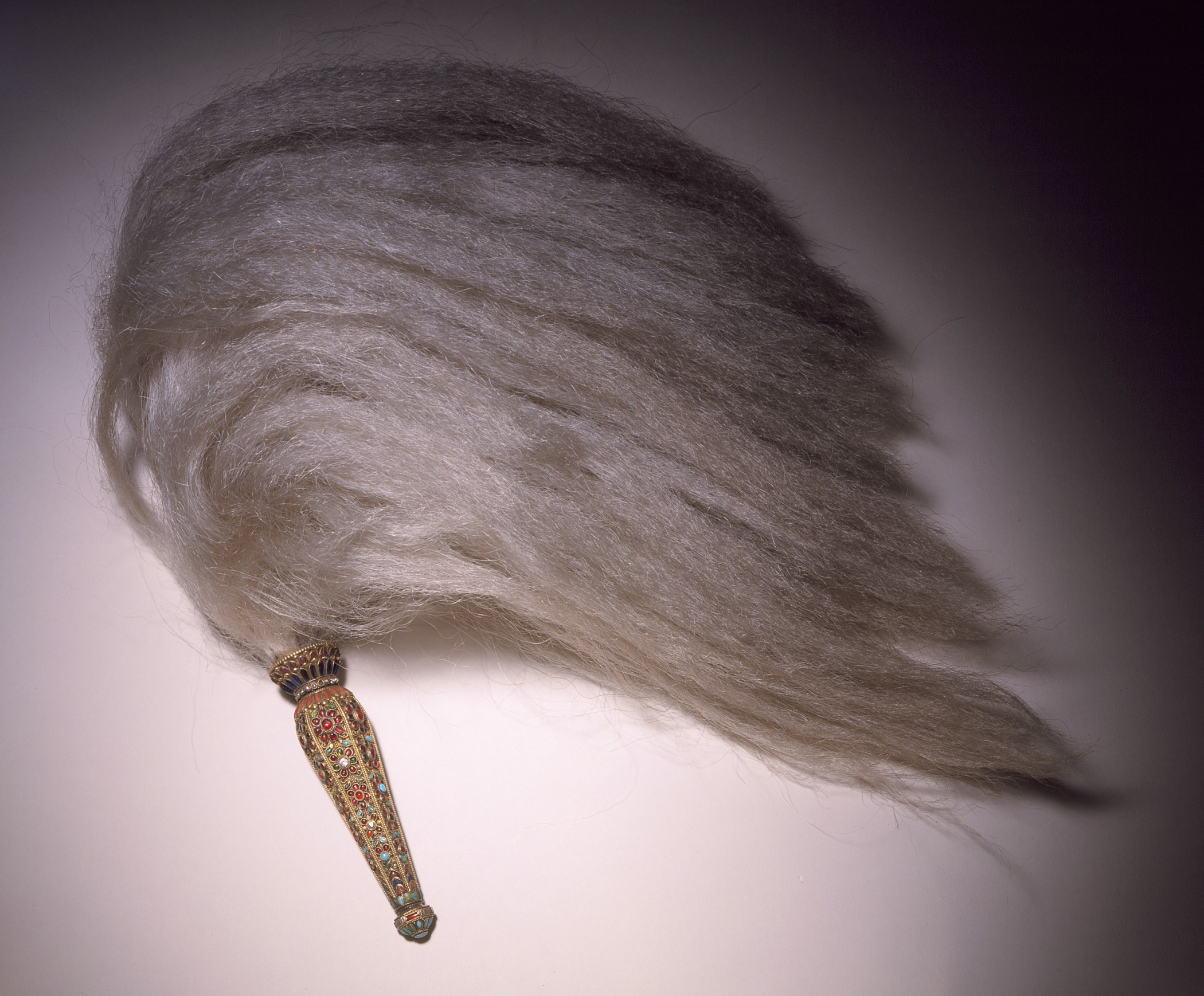
拂在宗教儀式中具有「淨化」的意義

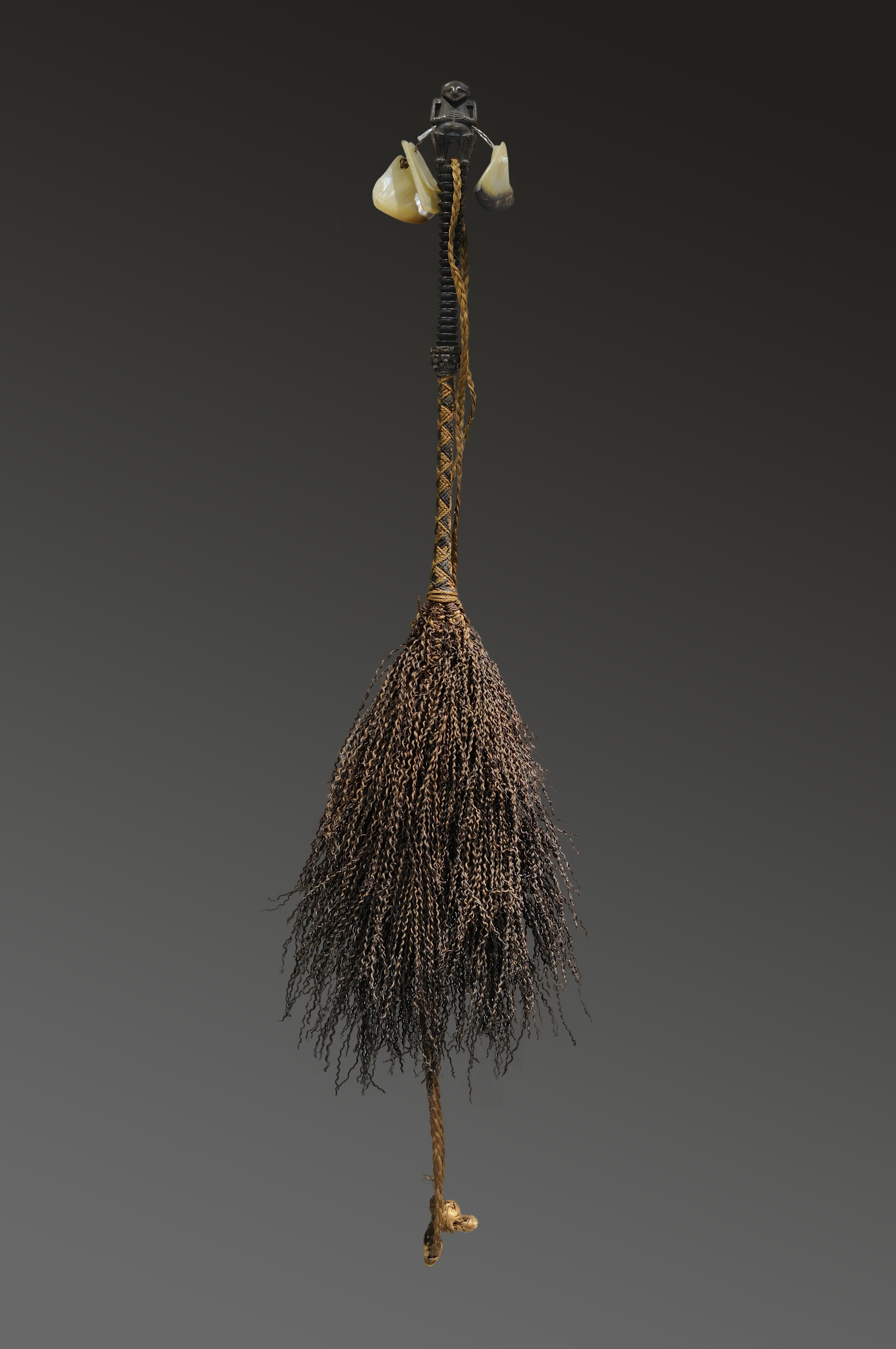
大洋洲玻里尼西亞土布艾島的棕拂

拂原本的功能是用來拂塵及驅趕蚊、蠅等昆蟲的器具，從這層功能衍生出宗教上「神聖」和「淨化」的意涵。

### 生活器具

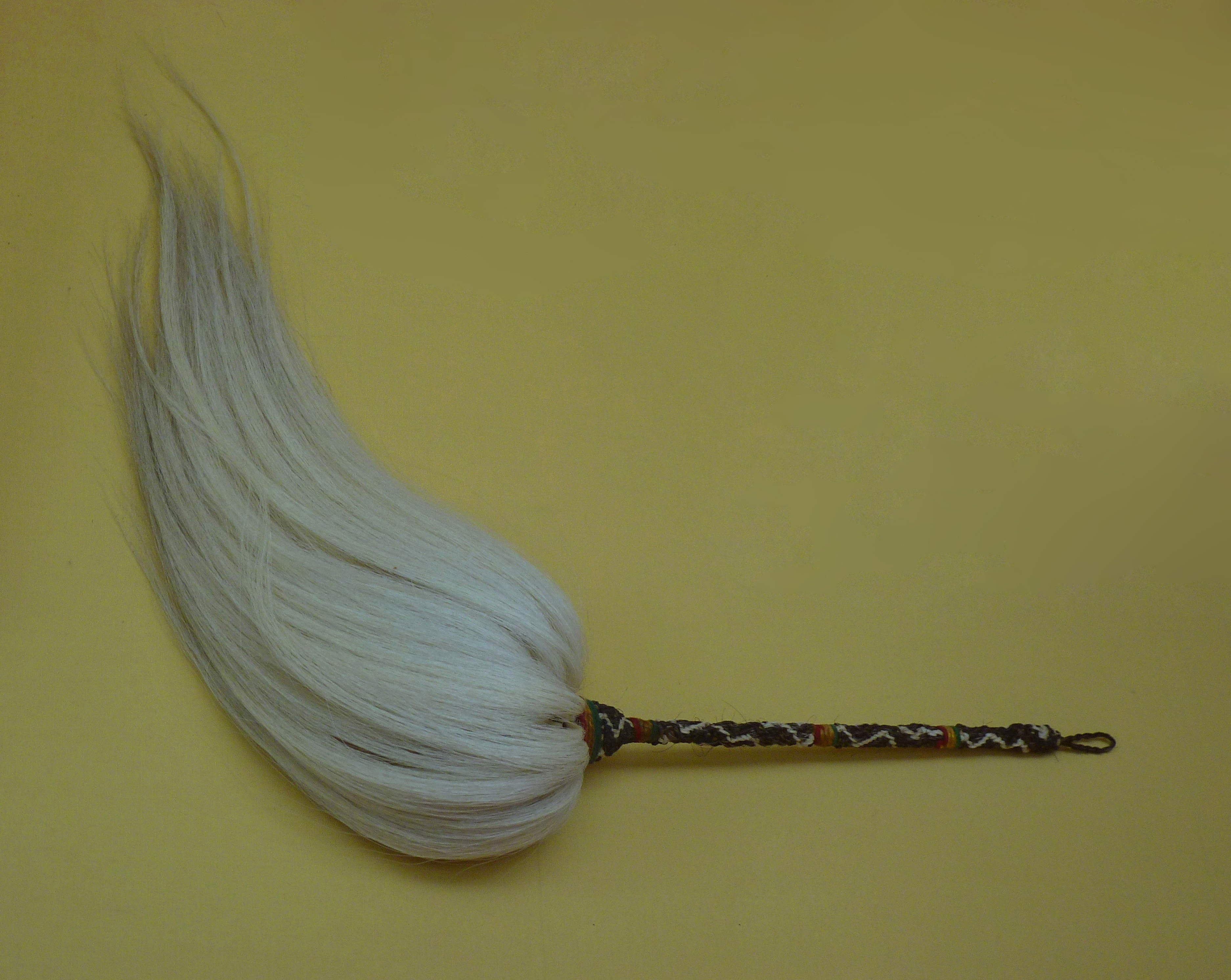
非洲埃塞俄比亞的白猴毛拂

在一些氣候炎熱、空氣潮濕，而且容易滋生蒼蠅的國家，如印度、中東埃及、東非等地，拂是一種日常普遍的生活器具。中國古代夏夜蚊蟲肆虐，古人也使用拂作為一種驅蚊的器具。
一般常見的拂有用馬尾、羊毛線、麻、棕櫚、人工纖維等製作，西藏、北印度、中亞等地使用的拂，則是用來自喜馬拉雅山的氂牛尾所製作，白氂牛尾的價格又比其它氂牛尾來得高。

### 宗教法器

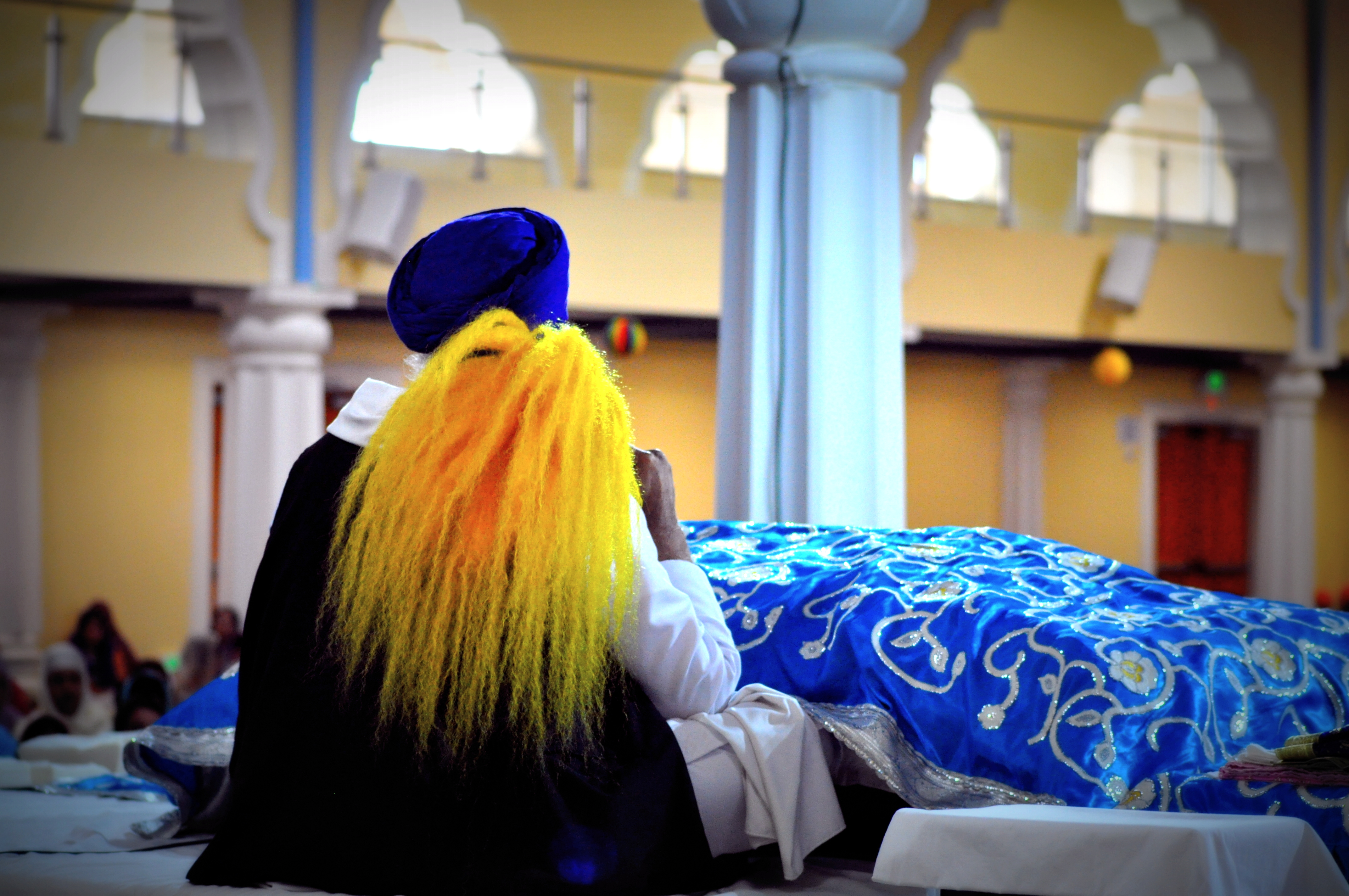
錫克教祭司在誦經時持著拂

#### 道教

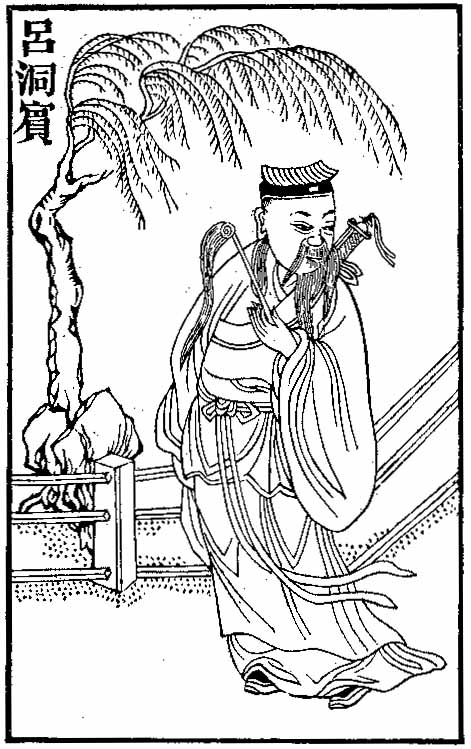
呂洞賓背劍持拂的形相

拂是道士日常所用的器物，全真道士姬志真著作《雲山集·拂子》，有云「不萌枝上剩龜毛，在手蛟虻見影逃。堅起示人成按款，坐看平地起風濤。」喻其能夠驅走蚊虻，掃除煩惱，使人清靜逍遙，自在修道。
它在虛構小說中，也被描述成道士用作防身的法寶（參見本條目「奇門兵器」）。而在實際上，劍、鏡和符才是道士登涉遠行時必備的防身物件，「劍」、「鏡」與「鑑」諧音，具有鑑查邪祟，辯別鬼魅，斬除妖魔的涵意。
太上老君、王玄甫、漢鍾離、呂洞賓、黃初平、张三丰、邱處機、馬鈺等道教人物（以及道教諸祖），經常被描繪為手持拂塵的形相。

#### 佛教禪宗
| “                        | 一超直入指彈中，萬劫脩行始見功。撲碎雲門乾屎橛，龜毛拂子舞春風。 | ” |
| ——七言絶句一首，即非禪師 |                                                                  |   |

拂是漢傳佛教禪宗住持及代理住持者，登座開示所持的莊嚴具，謂之「秉拂」。 虎關《十禪支錄》序曰：「予考訂古今禪冊，備十門：一曰開堂；二曰上堂；三曰小參，附陞座；四曰拾提，五曰普說，六曰法語，七曰對機，八曰立地，九曰偈贊，十曰秉拂。」禪林寺院之中，前堂首座、後堂首座、東藏主、西藏主、書記等僧職者，皆具有秉拂的資格，並稱「秉拂五頭首」。

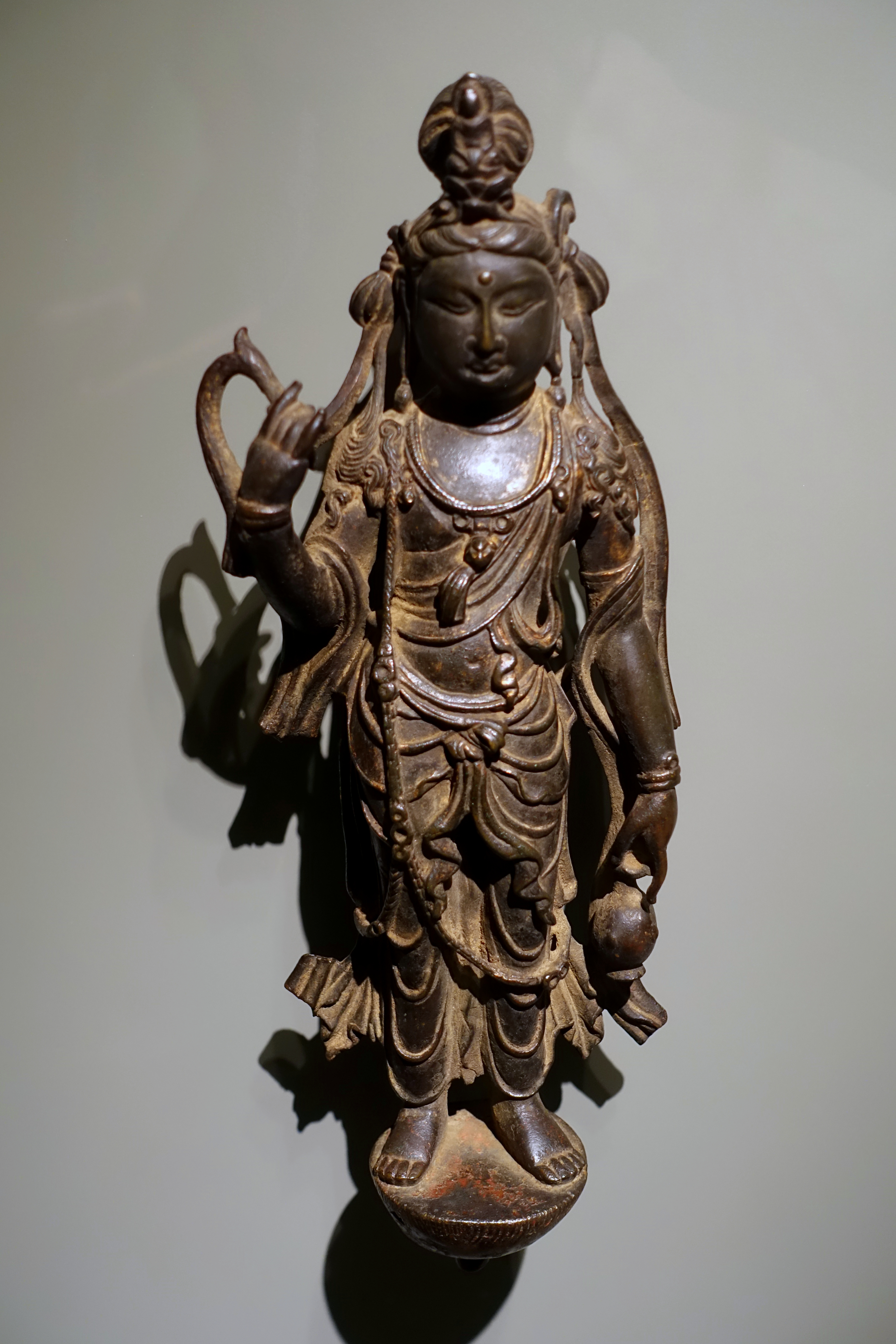
此尊觀音菩薩立像的左手持著淨瓶、右手持著拂

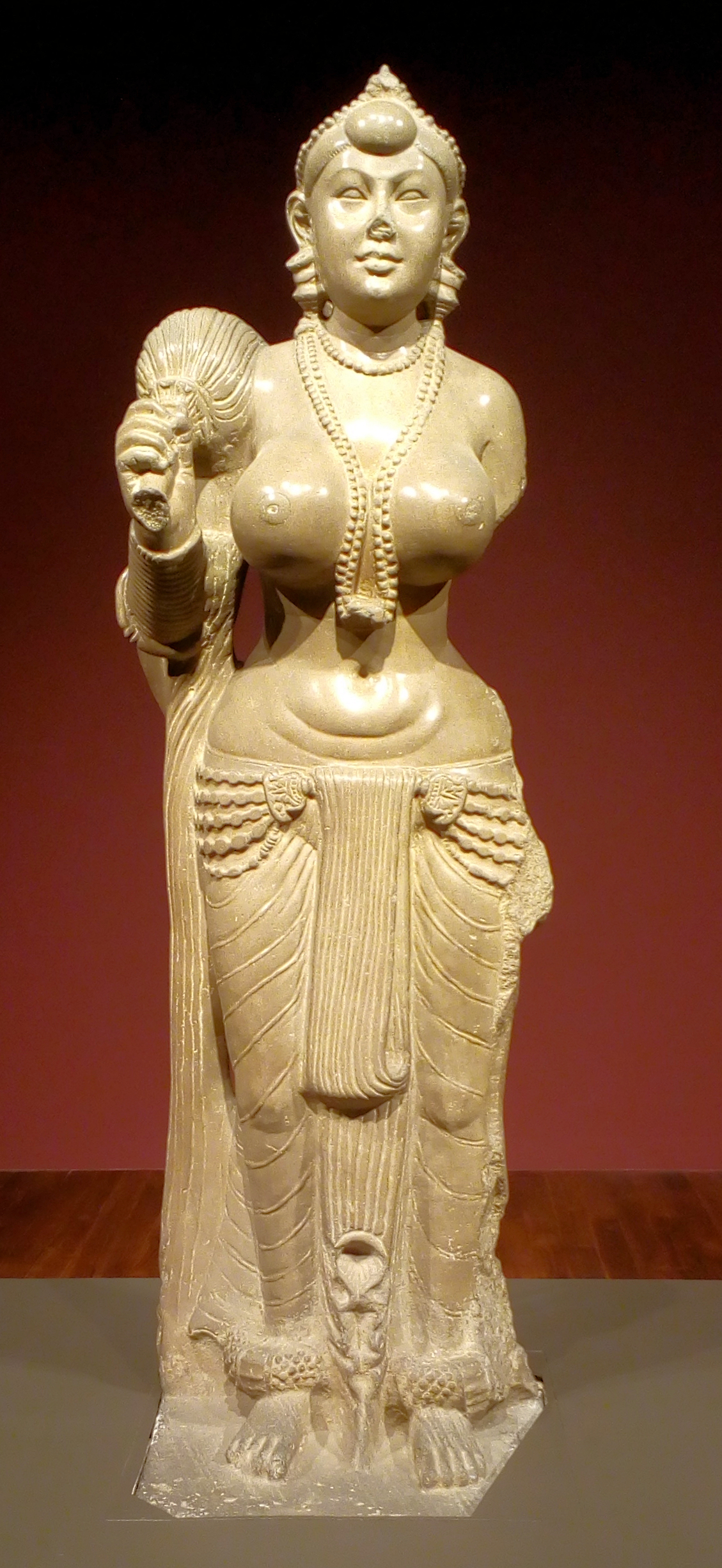
藥叉女是印度教、佛教和耆那教神話的人物，她的手中持著拂

根據佛陀的開示，佛教眾使用的拂可用撚羊毛、麻、細裂㲲布、故破物、樹枝梢等五類製作，禁用貓尾、牛尾、馬尾等類的拂，也不允許使用金銀之類華美裝飾的白拂。 「白拂」指的是以白色獸毛製成的拂，其中又以喜馬拉雅山白犛牛尾毛所製的拂，最為珍貴。
佛教經論之中，經常有菩薩或長者持用白拂的記載，千手觀音之四十手中，就有「白拂手」。漢傳佛教與東亞民間信仰常見的觀音法相，其中有一尊名為「拂塵觀音」，又名「麈尾觀音」，所持拂塵象徵掃去煩惱。
「拂」和「扇」在密教之中，同為掃去煩惱、斷除障難的法器。日本佛教於鎌倉時代傳入此器具，除了真宗外的其他諸宗，在法會、灌頂、葬儀等場合，皆有使用拂作為莊嚴具。

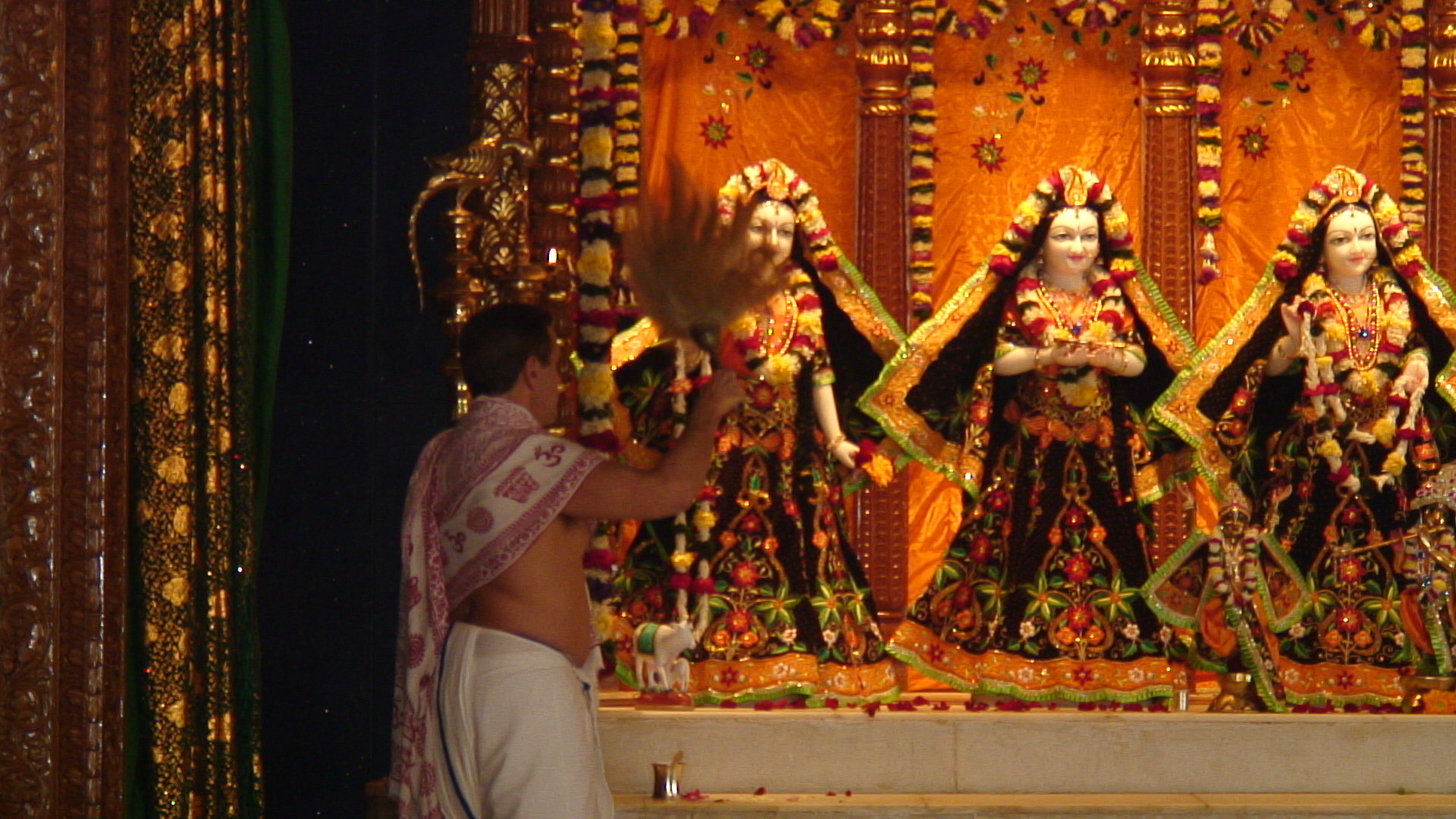
印度教祭師正揮動著拂

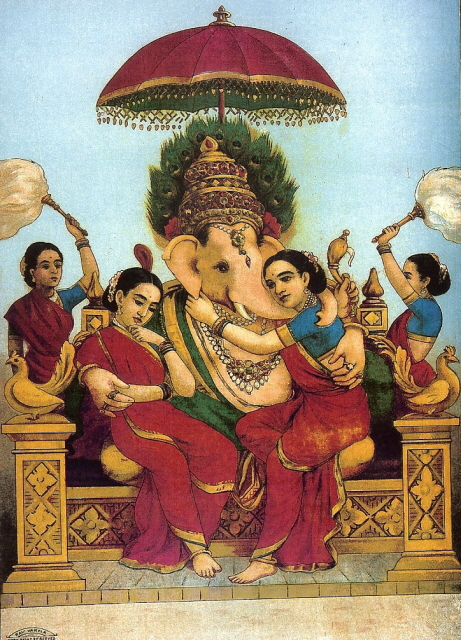
迦內薩的身後是兩位持拂的侍女

#### 印度宗教

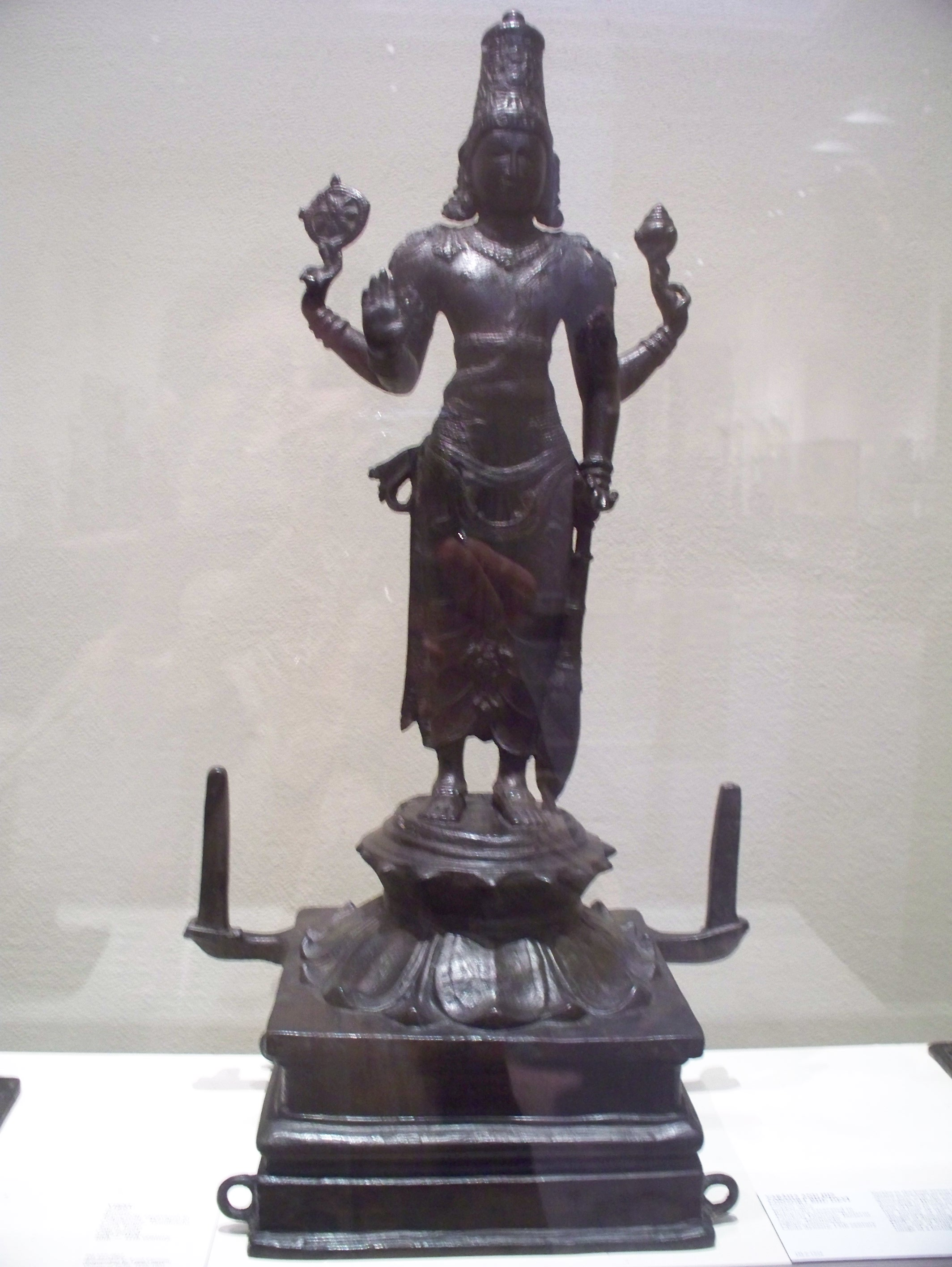
毗濕奴的其中一手中持著拂

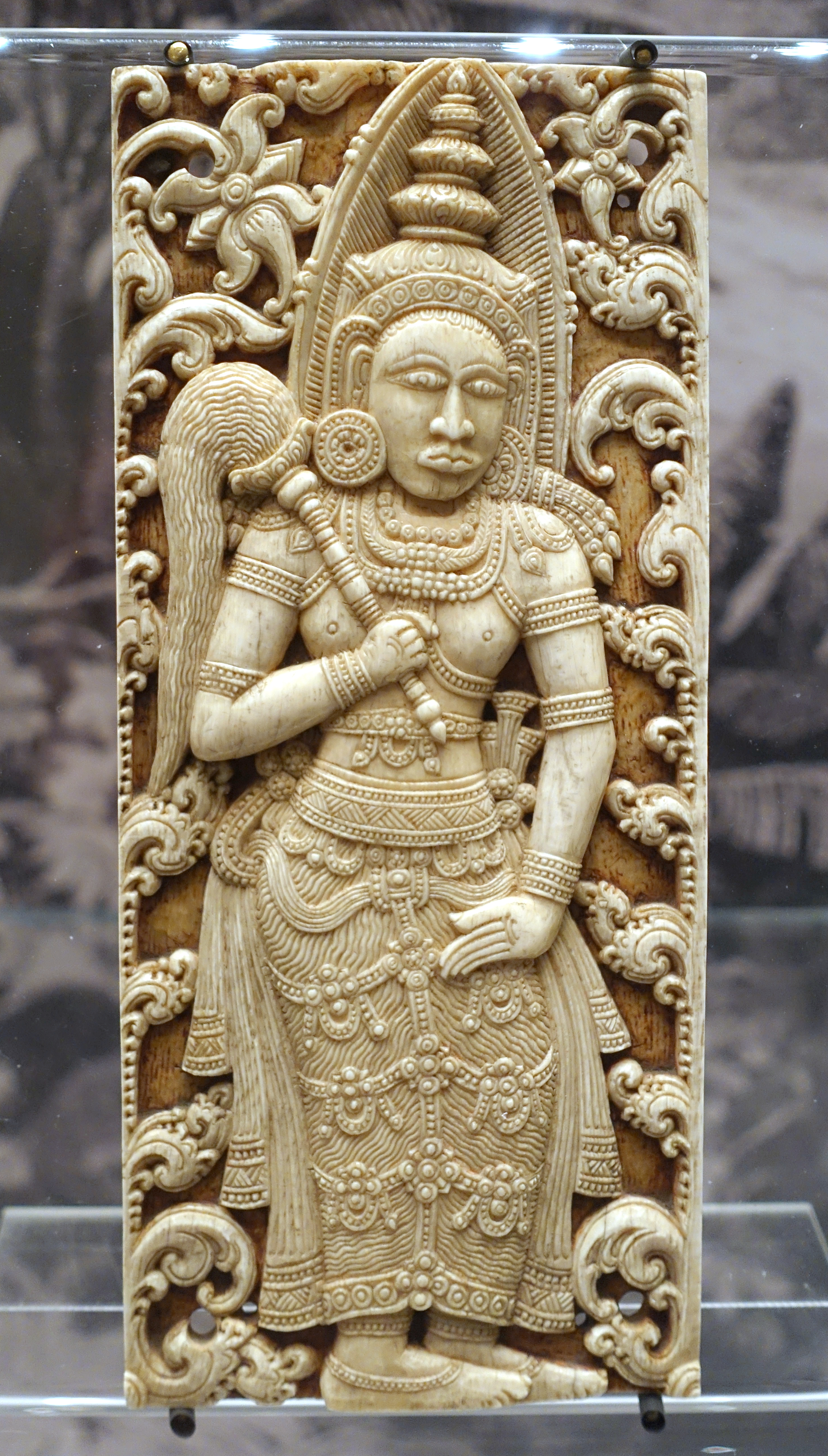
斯里蘭卡康提的象牙雕刻，雕刻中的人物手上持拂

拂在印度教和耆那教是八吉祥物之一，通常使用於供養儀式，尤其是高迪亚毗湿奴派的儀式。 在尼泊爾、印度、斯里蘭卡、東南亞等南傳佛教國家，也是一種重要的器具。
錫克教徒在讀誦《古魯·格蘭特·薩希卜》時，在特定時候會揮動一個儀式所用的拂，稱之為。這個旁遮普語的涵義，是指獅子尾巴上的簇絨，它通常是以犛牛毛製成，固定在一個簡陋的木製手柄，或是有裝飾的金屬手柄之上。

#### 藏傳佛教
西藏地區使用的拂通常以犛牛毛製成，並流傳於印度、中亞等地區。 羅漢達摩多羅尊者的唐卡繪製形象，其中就有一幅是持拂的行者。

### 身份象徵

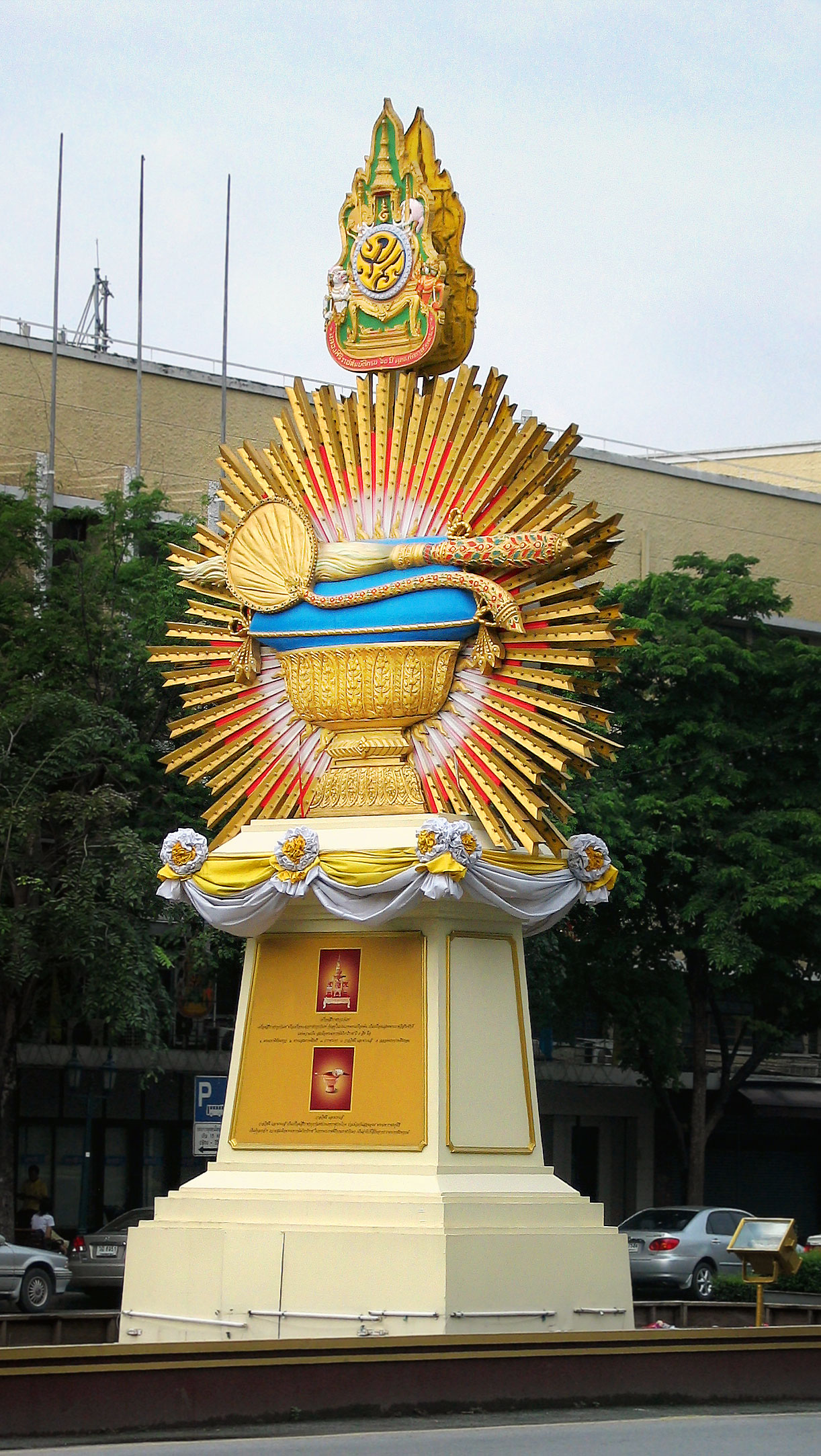
泰國國王拉瑪九世登基60週年的紀念碑，其上出現的是王室的禮器——扇和拂

美屬薩摩亞徽章繪有拂和杖，象徵首領的智慧和權威

華麗裝飾的拂是一種身份的象徵，在歷代中國、印度、東南亞、非洲、大洋洲等地是君王舉行儀式所使用的禮器。 它在泰國是泰王室的其中一種禮儀器具，使用白象的尾毛製成； 在非洲肯亞文化，代表部落耆老的權威與身份地位； 在玻里尼西亞文化，是一種儀式中的智慧和權威象徵。
這種意義有時也會延續到現代社會，肯亞總統喬莫·肯雅塔、馬拉威總統海斯廷斯·班達都是以馬賽部族的拂來做為權威象徵的政治人物， 南非爵士音樂家賈布·汗伊勒也以拂來做為個人的表演風格；美屬薩摩亞旗幟和徽章之上也有拂的符号，象征部族长老的智慧。

#### 帝王儀仗

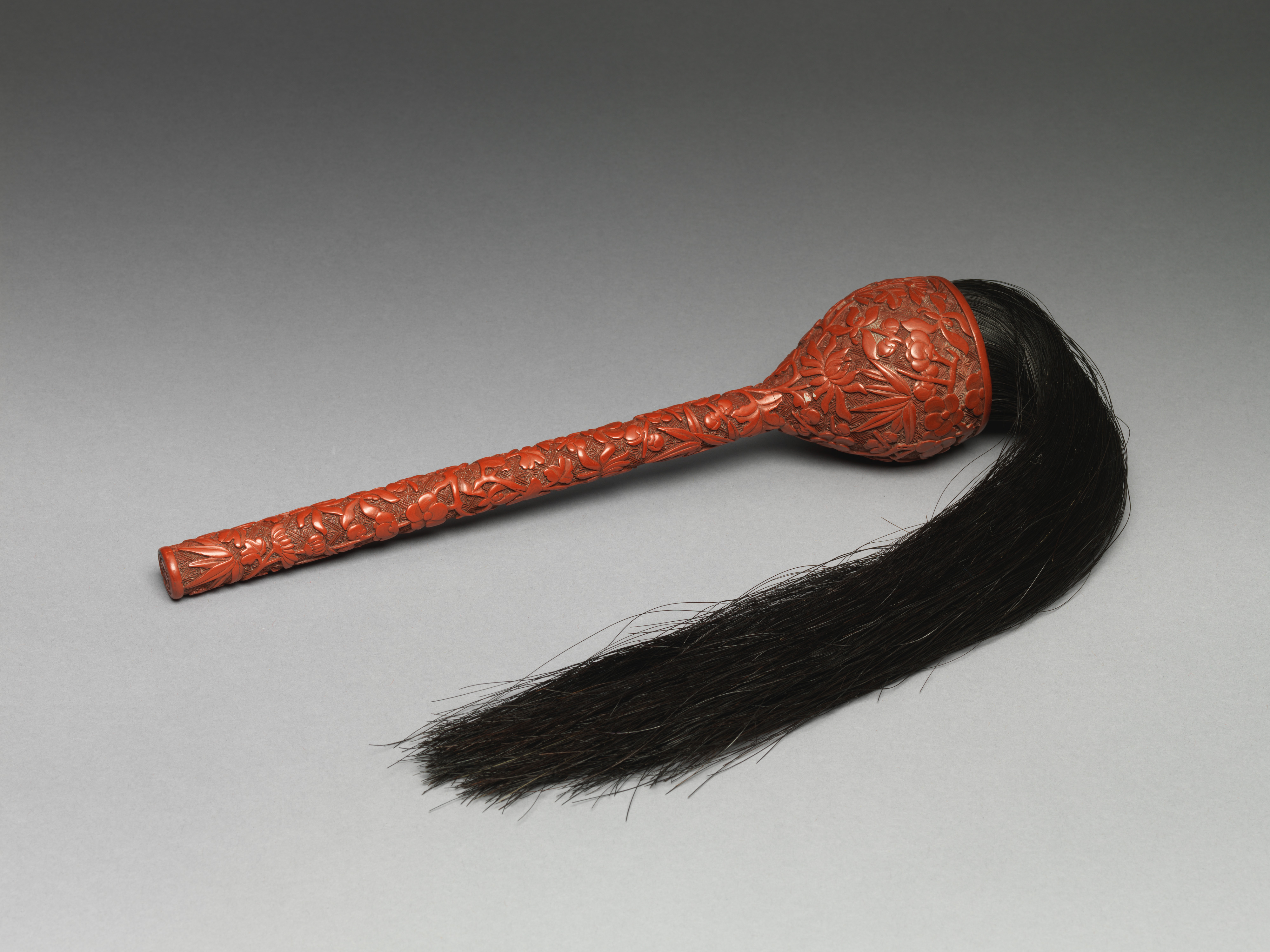
中國明朝中期的剔紅四季花卉紋拂塵

拂在中國歷朝，是皇家儀仗中所用的禮器。《明史·儀衛》有載「洪武元年十月，定元旦朝賀儀。殿上左右內使監陳設：左，拂子二，金唾壺一，金香合一；右，拂子二，金唾盂一，金香爐一。」皇帝、皇后、皇太子、親王、郡王、皇妃、東宮妃、親王妃、郡王妃、郡主等儀仗，皆有不同規格。
《欽定大清會典·鑾儀衞》有載「前所冠軍使，滿一人。雲麾使，滿三人，漢一人。治儀正，滿三人，漢五人。整儀尉，滿二人，漢二人。掌扇、拂、鑪、合、盂、槃、几、倚、星、御仗、引仗、椶薦、靜鞭、品級山。」《皇朝禮器圖式》亦有載「皇帝大駕，鹵簿拂塵。謹按《宋史·儀衛志》宫中導從，執紅絲拂二人。《金史·儀衛志》拂子四人。《元史·輿服志》金拂，紅氂牛尾為之，黄金塗龍頭柄。」

#### 清談麈論
參見本條目「麈尾」。

### 奇門兵器

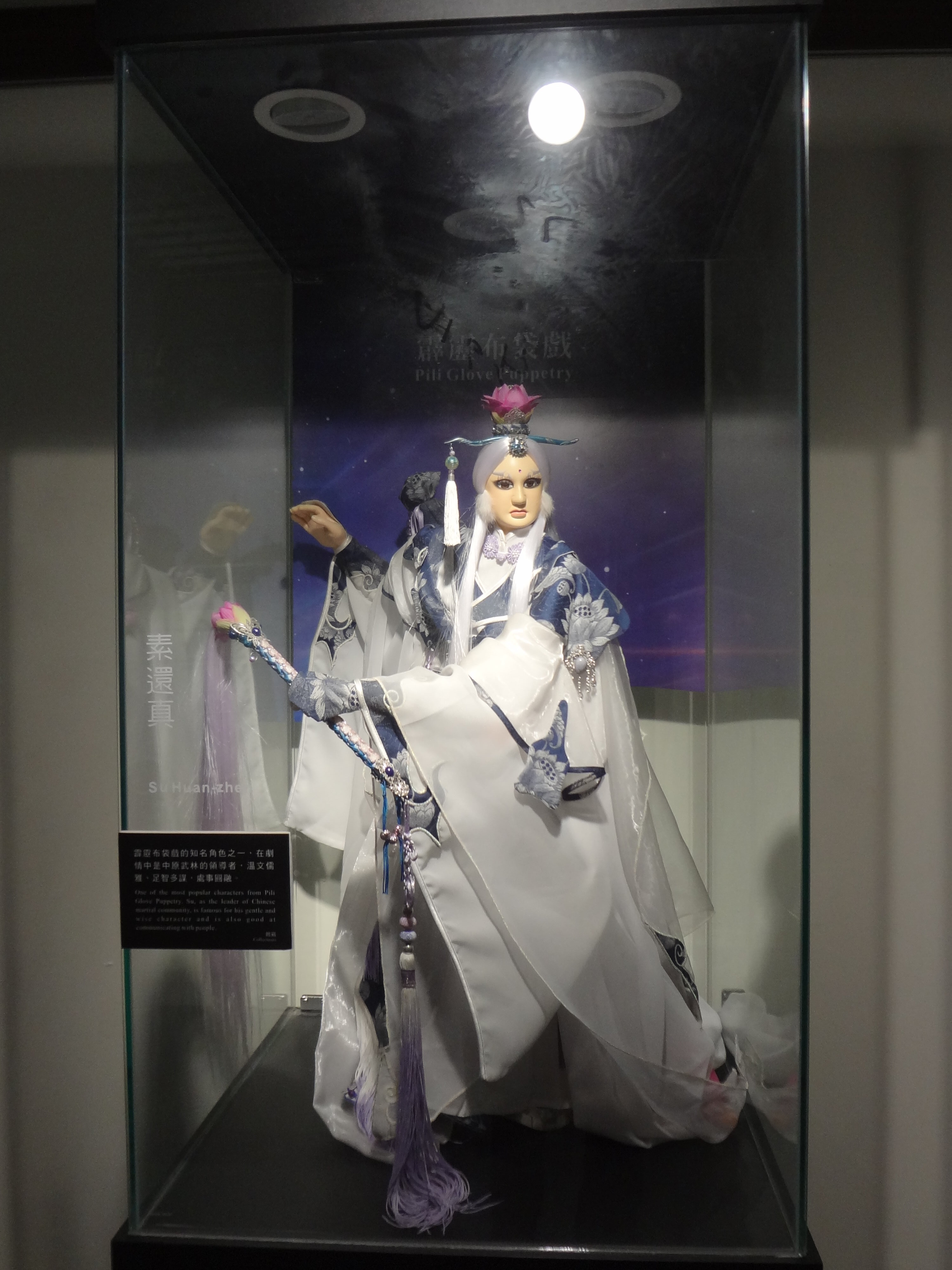
《霹靂布袋戲》劇中人物素還真手持拂塵

中國古代軍事史中，並沒有記載使用拂之類的兵器，所以它被歸類為一種奇門兵器。 拂衍生自皇家和宗教生活中的一種工具，在小說家的文學創作之下，成為內侍太監和佛道修行之人的獨門兵器。
拂在中國傳奇、神怪、修真及武俠小說中，被描述成是道門中人手持的武器或法寶，具有高強的威力。 《霹靂布袋戲》的素還真、《虬髯客传》的紅拂女、《神鵰俠侶》的李莫愁、《倚天屠龍記》的滅絕師太等虛構角色，都是用拂作為武器的代表人物；《真·三國無雙7》的司馬懿同样使用拂尘作为武器，续作则改用羽扇。
現實的中國武術套路中則有「武當太乙拂塵譜」「養生太極拂塵譜」，動作以劈、纏、拉、抖、掃為主，用之御敵的殺傷力並不得而知，練習者更多時候是注重其神聖潔淨與文化的象徵，以及修心養性和強身健體的功能。

### 舞蹈道具
拂舞，一種雜舞。表演者拂袖而舞，是江南吳地區的民間舞蹈，又名「白符舞」、「白鳧鳩舞」。《唐書·禮樂志》云：「白鳩，吳拂，舞曲也。」《晉書·樂志》云：「（拂舞）出自江左，舊云吳舞，亦陳於殿庭。」

## 類似拂子的宗教用品
日本神道的「御幣」和「大幣」，以及阿伊努族使用的「イナウ」，外型類似拂子，使用時以手持之拂動，在民俗和宗教儀式中具有淨化的涵義。

## 事件

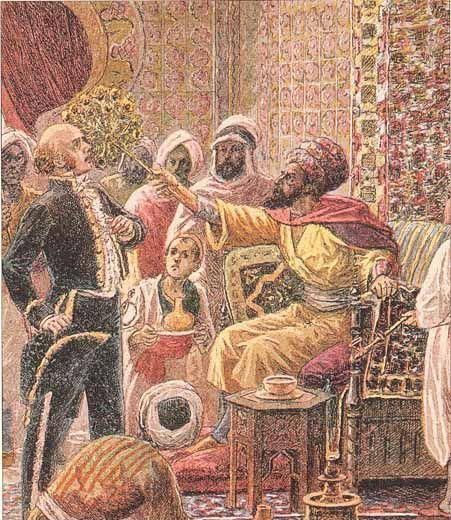
拂子事件，胡塞因迪伊用拂侮辱法國領事皮埃爾·德瓦爾的臉

1827年，奧斯曼帝國奧斯曼阿爾及利亞行省的最後一位迪依——胡塞因迪伊，在一宗法國向阿爾及利亞支付未付法律債務的爭執中，以拂拍擊法國領事皮埃爾·德瓦爾的臉，這個侮辱於1830年成為法國入侵阿爾及利亞的藉口。 胡塞因迪伊自此被流放，法國殖民地逐漸向南擴張。

## 外部連結
- 维基共享资源上的相關多媒體資源：蠅拂
- Fly-whisks, The British Museum
- Flywhisks （页面存档备份，存于）, The Met Museum
- Chamara: the Fly Whisk （页面存档备份，存于）, Indo-Tibetan Buddhism